# Sinagoga de Pomponesco
La sinagoga de Pomponesco, ahora abandonada, se encuentra en via Cantoni 15. La sala de oración de propiedad privada se utiliza como depósito de un bar.

## Historia
La sinagoga, construida en el siglo XVIII, atestigua el prestigio y la prosperidad alcanzados por la comunidad judía de Pomponesco. Sin embargo, con el declive demográfico de la comunidad, la sinagoga fue desmantelada en el siglo XX. El lugar se vendió y ahora se utiliza como cuarto trasero de un bar. Desprovista de mobiliario, la habitación conserva la arquitectura y decoración originales, en bastante buen estado de conservación, considerando las actuales condiciones de degradación funcional. Es una gran sala cuadrada coronada por una cúpula redonda con un elegante tragaluz en el centro (claramente visible desde el exterior). Las paredes fueron pintadas de azul, con estucos, relieves arquitectónicos e inscripciones en hebreo. La importancia histórica y cultural del lugar requeriría intervenciones urgentes de protección y restauración y la recuperación del medio ambiente con fines culturales.